# بيشابور
بيشابور (في اللغة البهلوية: vēhšābuhr أو bēšābūr في خط بهلوي: 𐭡𐭩𐭱𐭧𐭯𐭥𐭧𐭥𐭩 أو 𐭡𐭩𐭱𐭧𐭯𐭥𐭧𐭫𐭩 أو byšḥpwḥly، في لغة فرثيا: 𐭅𐭉𐭇𐭔𐭇𐭐𐭅𐭇𐭓wyhšhypwhr ، لغة صغد: ܘܝݎܫܦܘܪ wyxšpwr اللغة السريانية: ܒܝܫܗܒܘܪ، لغة الفارسية: بیشاپور) واحدة من المدن القديمة في إيران في الجزء الأوسط من كازرون وفي محافظة فارس بنيت في العصر الساساني واليوم لا تزال آثارها. بيشابور هي واحدة من أقدم المدن مع تاريخ مكتوب في النقائش.

## معرض صور

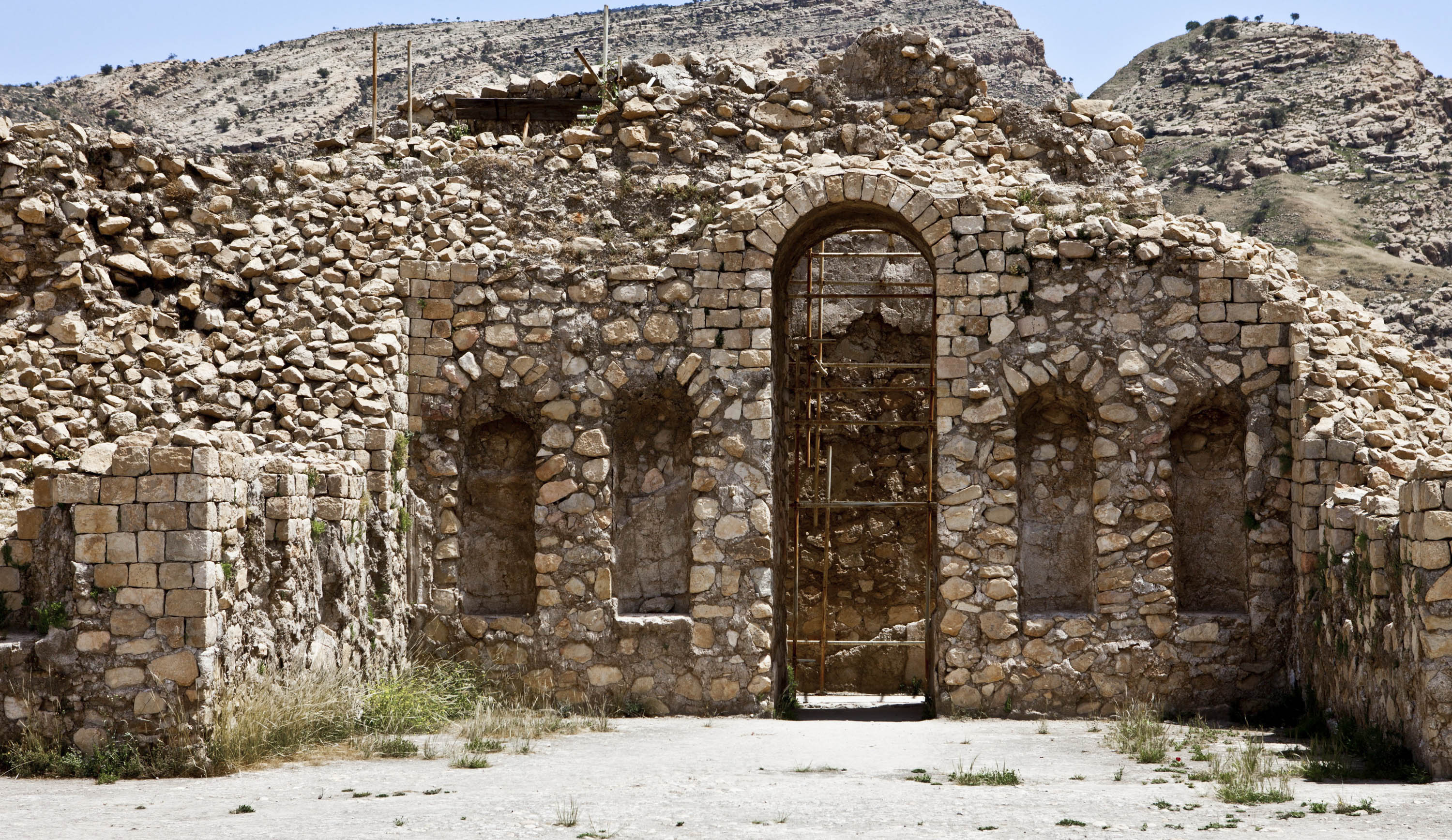
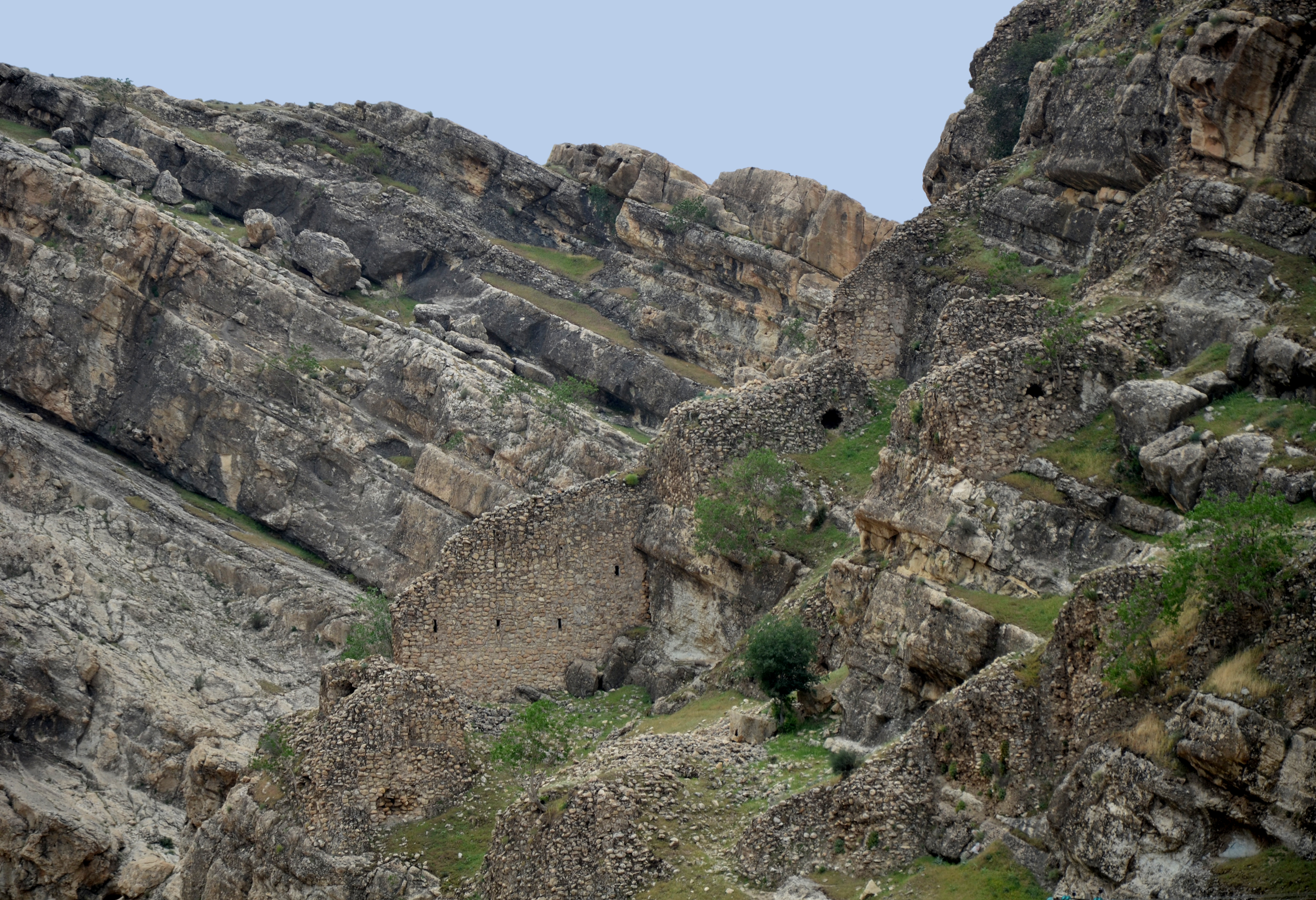
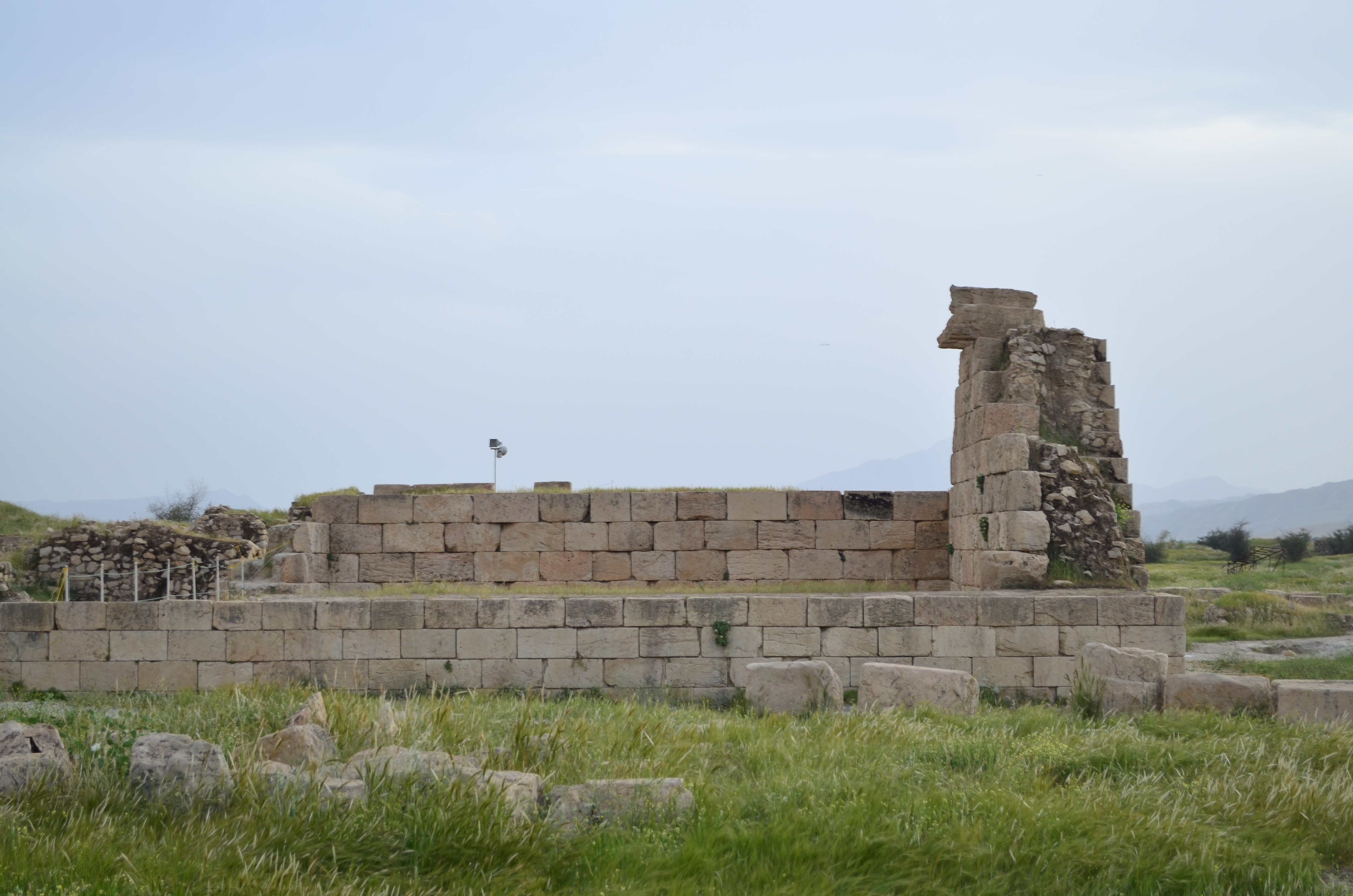
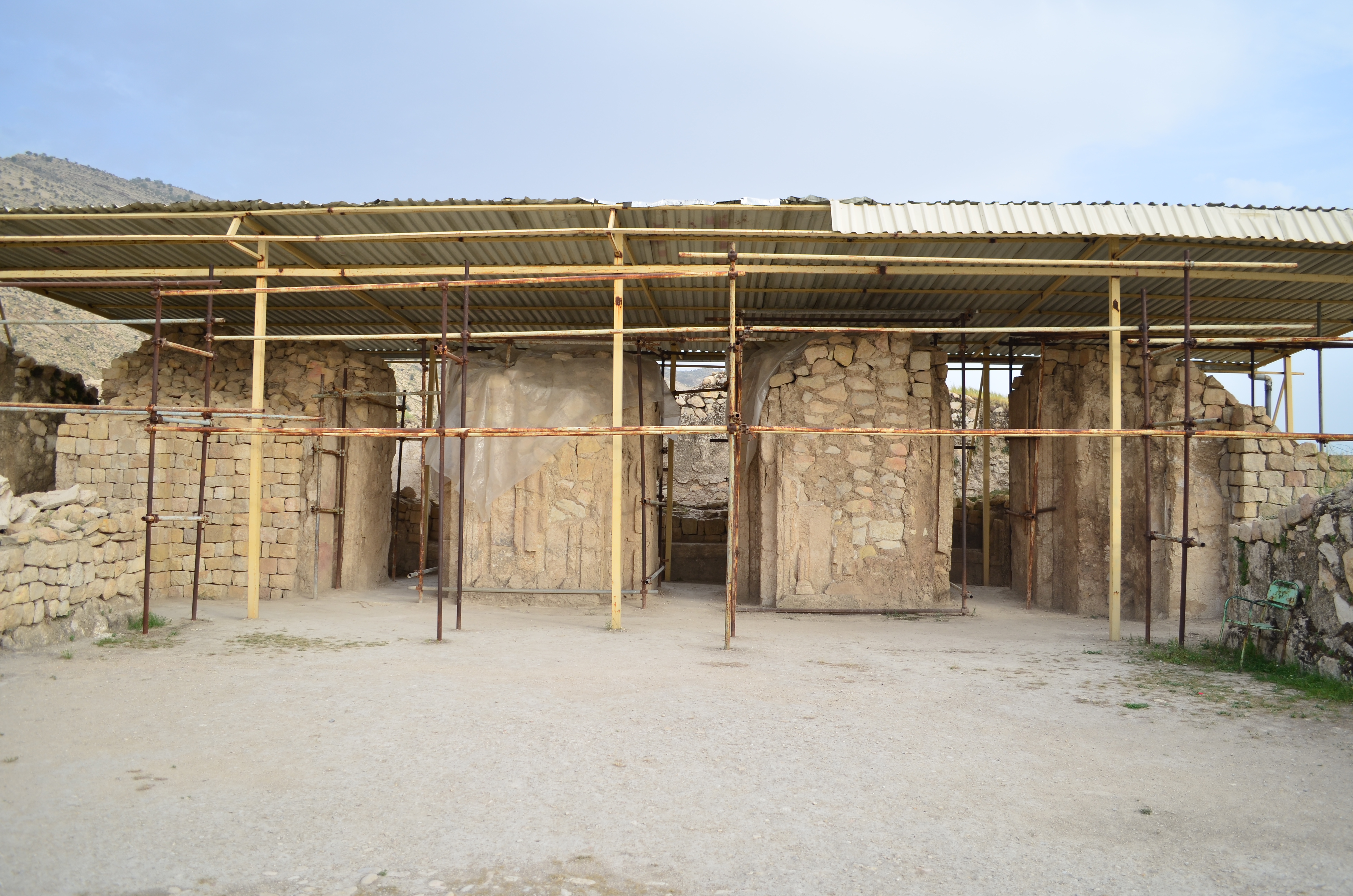
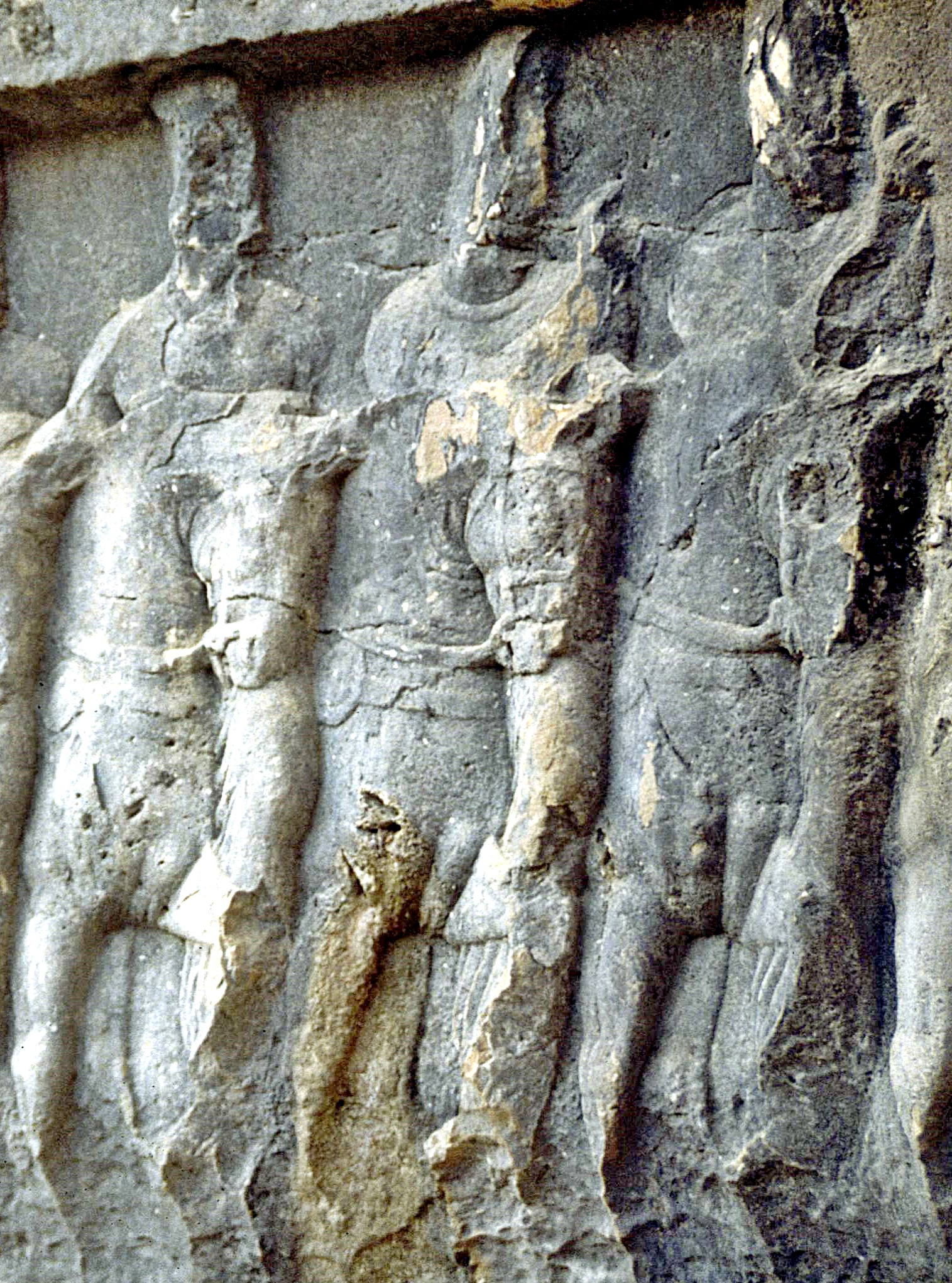
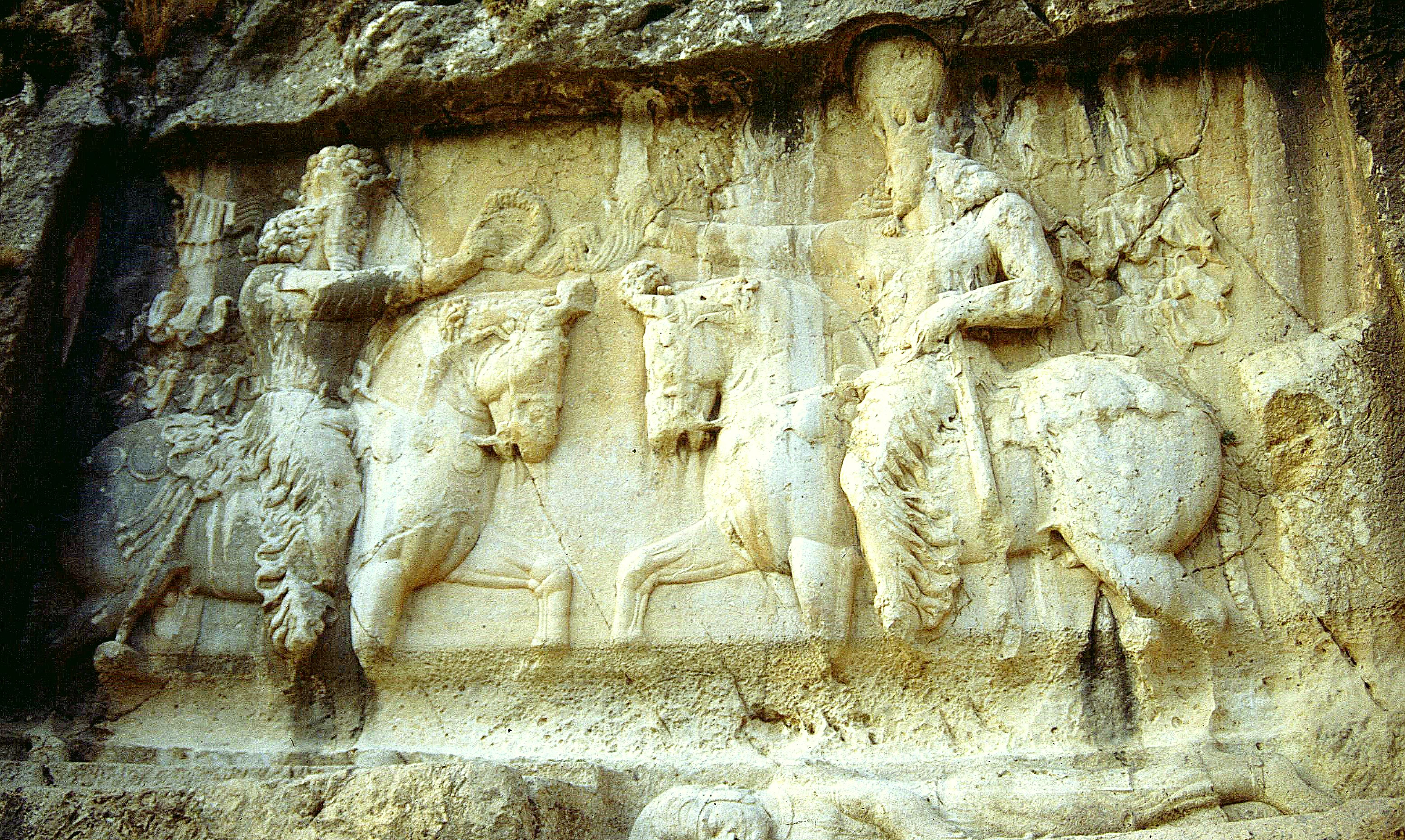
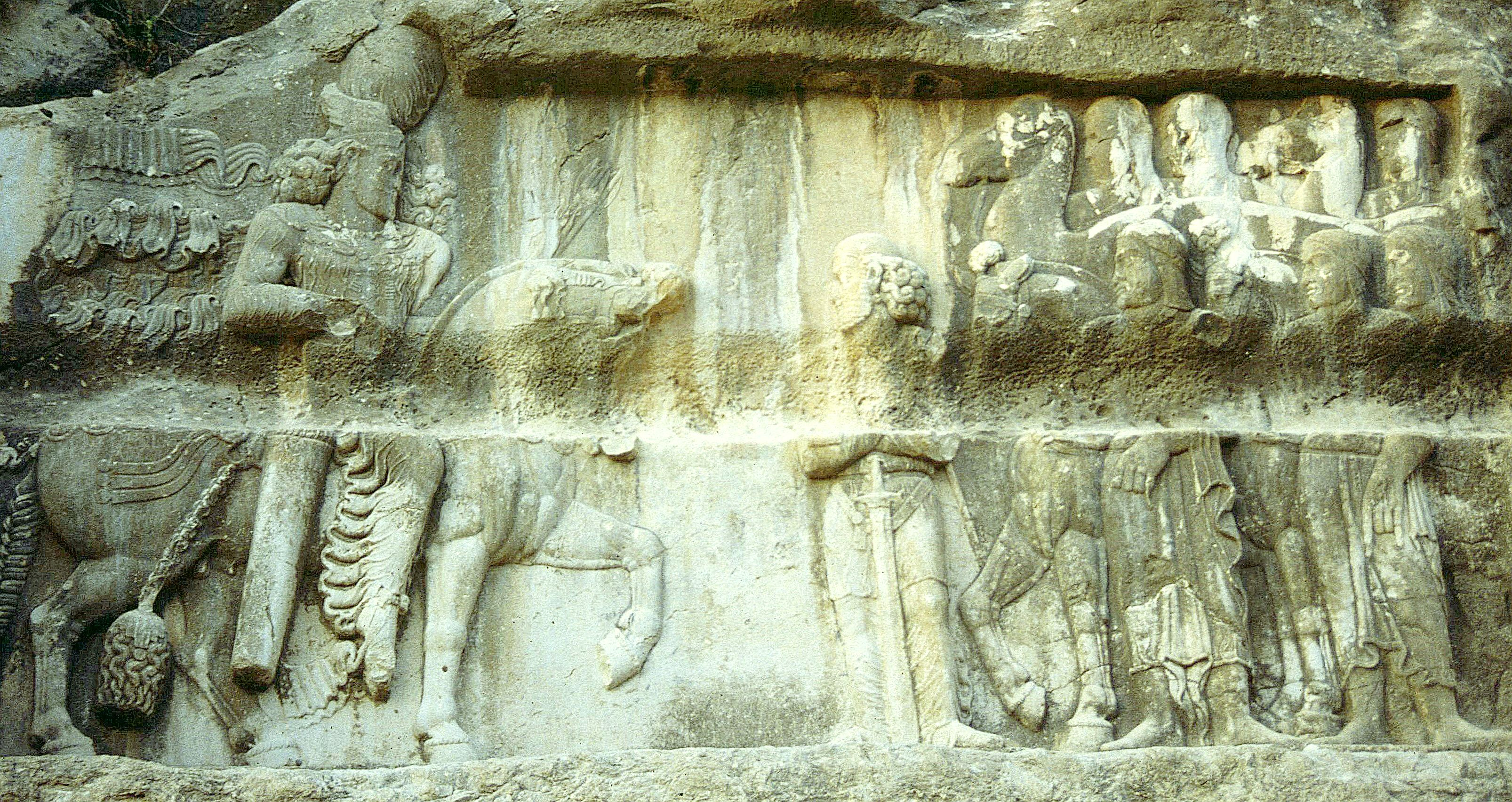
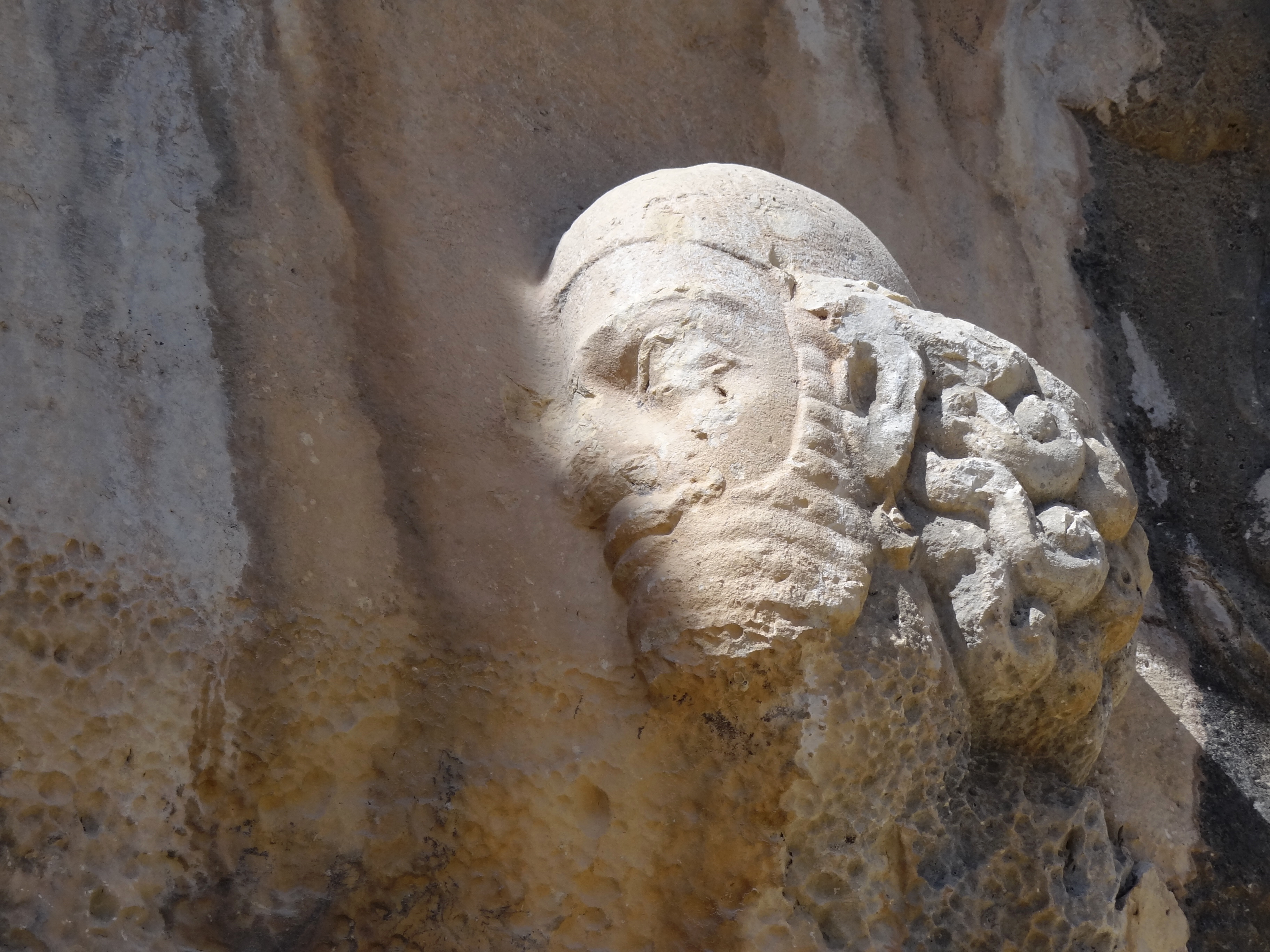
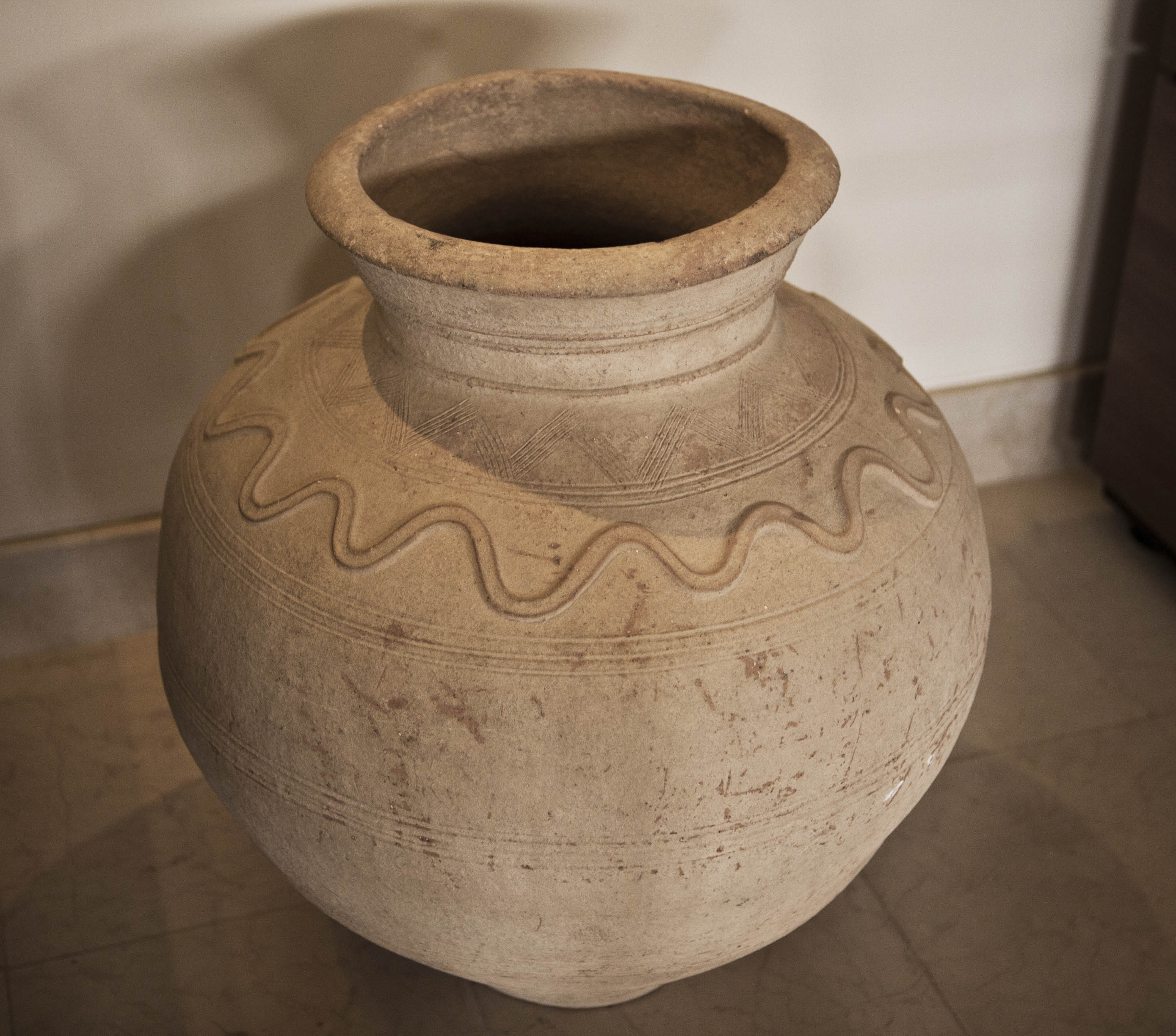
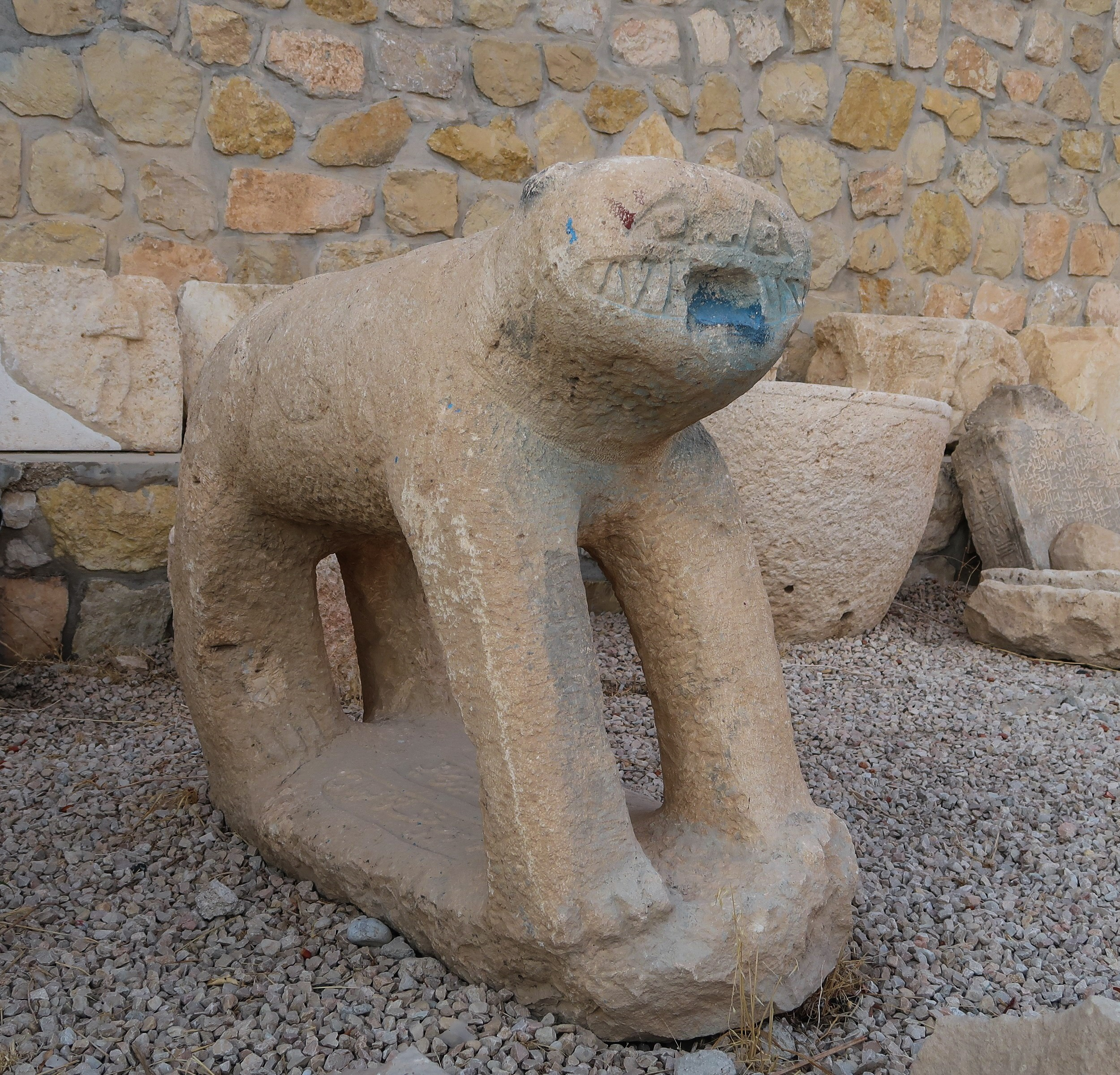
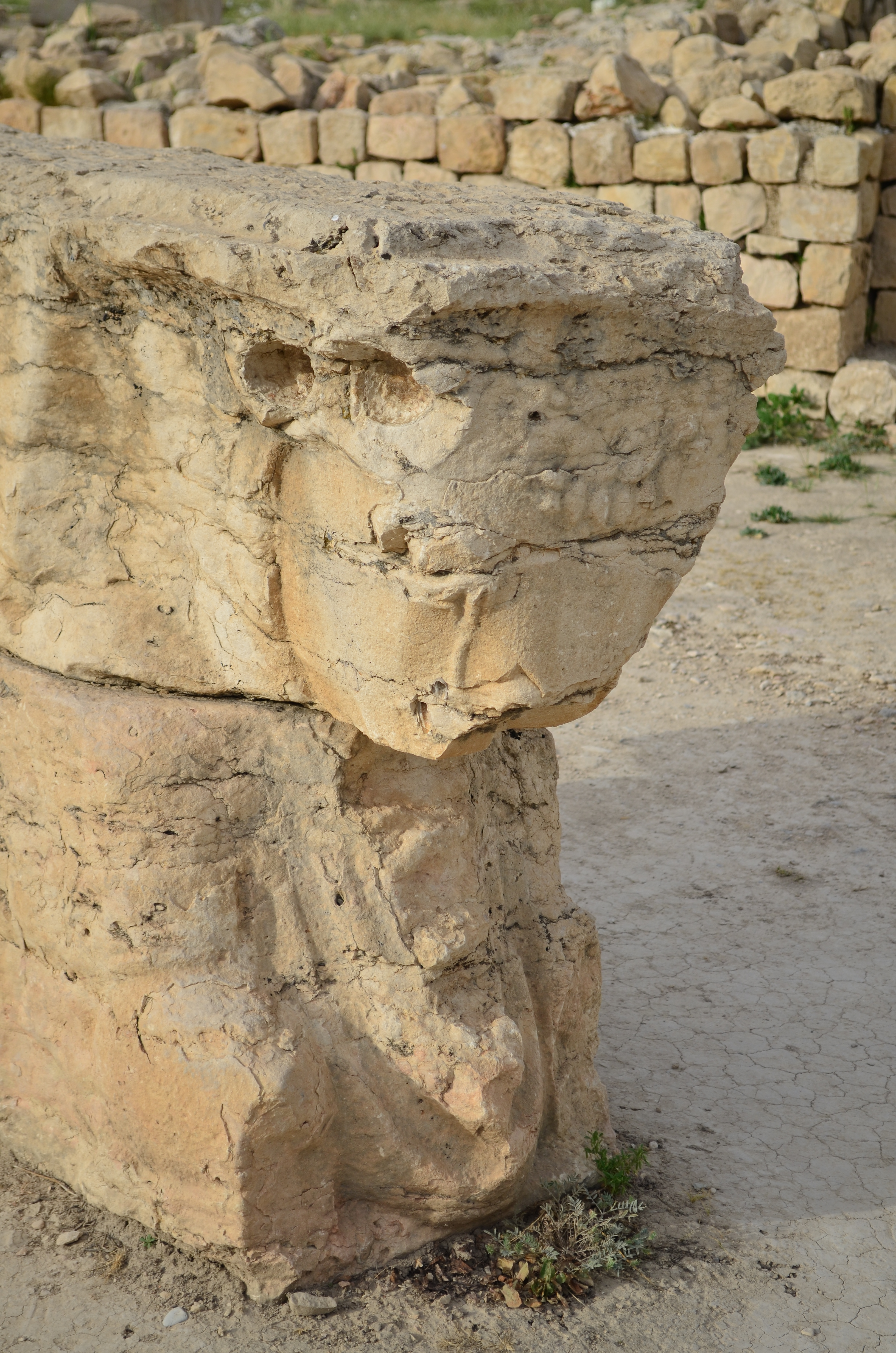
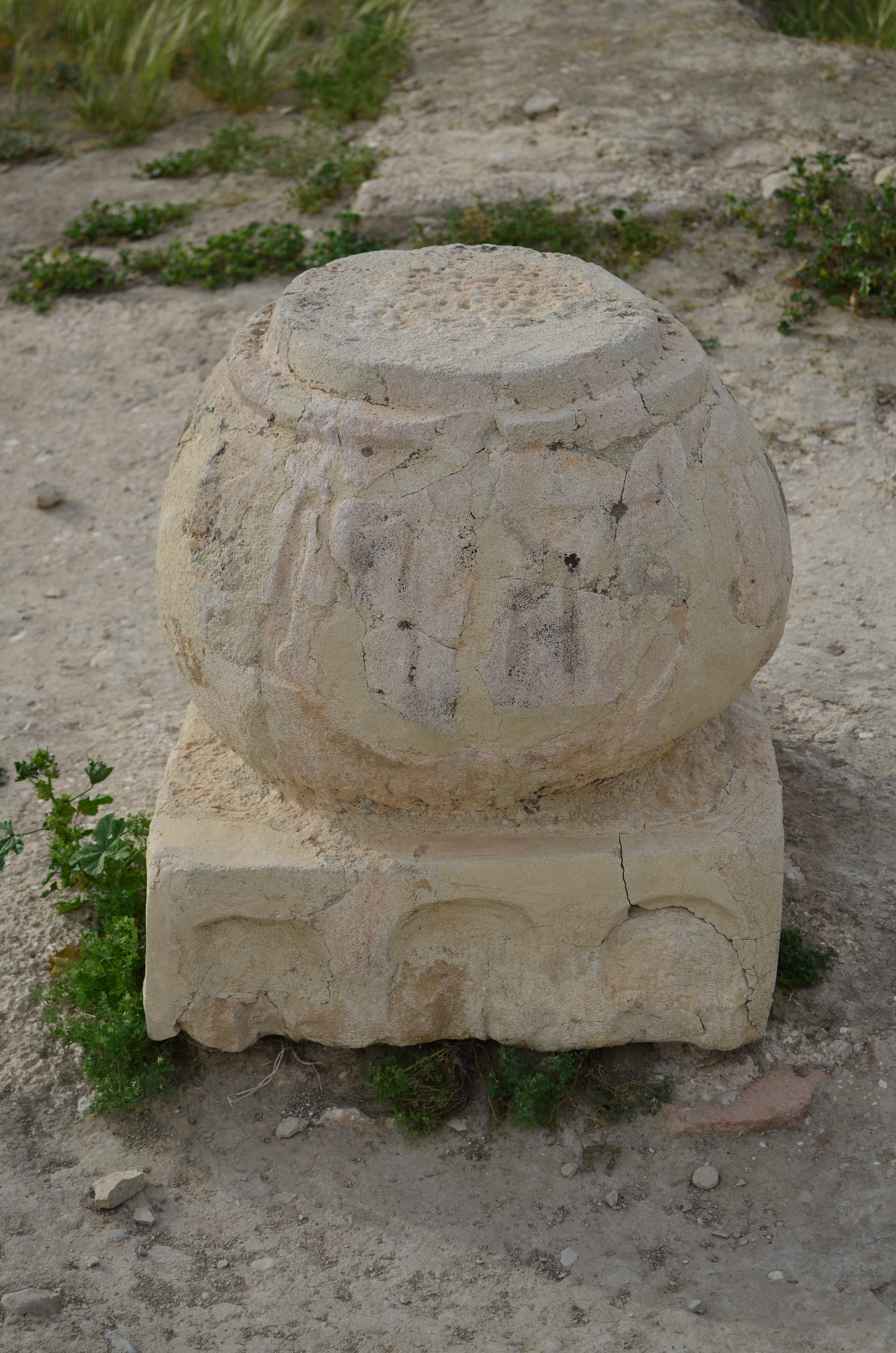
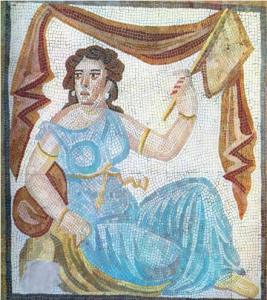
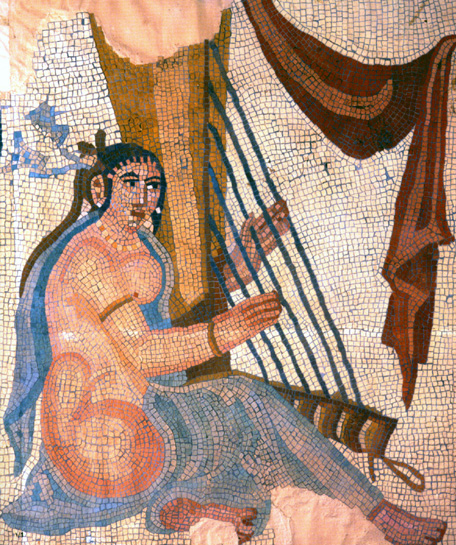
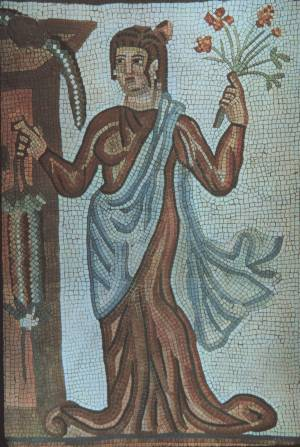
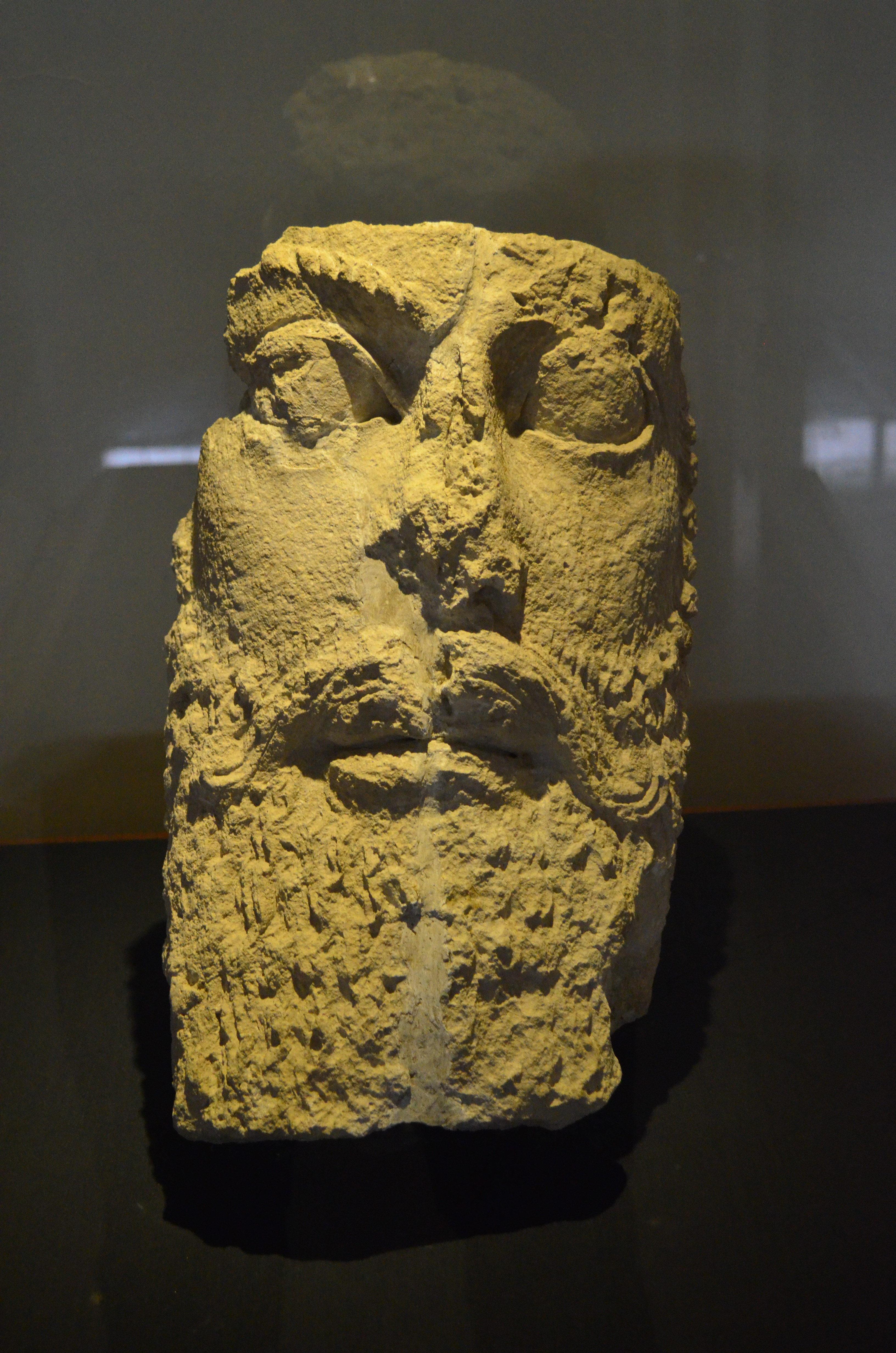